# Clusia ducu
Clusia ducu är en tvåhjärtbladig växtart som beskrevs av George Bentham. Clusia ducu ingår i släktet Clusia och familjen Clusiaceae. Inga underarter finns listade i Catalogue of Life.